# Juan Carlos Asqui Pilco
Juan Carlos Asqui Pilco (ur. 7 grudnia 1972 w Tacna) – peruwiański duchowny katolicki, biskup pomocniczy Tacna i Moquegua od 2022.

## Życiorys

### Prezbiterat
Święcenia kapłańskie otrzymał 23 kwietnia 2000 i został inkardynowany do diecezji Tacna y Moquegua. Pracował głównie jako duszpasterz parafialny, był także m.in. ekonomem diecezjalnym, wikariuszem biskupim ds. duszpasterskich oraz rektorem seminarium w Tacnie.

### Episkopat
26 marca 2022 papież Franciszek mianował go biskupem pomocniczym Tacna i Moquegua ze stolicą tytularną Arpi. Sakry udzielił mu 12 maja 2022 biskup Marco Antonio Cortez Lara.